# Mateja Perpar
Mateja Perpar, slovenska radijska napovedovalka, profesorica angleščine, prevajalka, pisateljica in glasbenica, * 18. junij 1974, Ljubljana, Slovenija.

## Življenje
Rodila se je 18. junija 1974 v Ljubljani. Osnovno šolo je obiskovala v Logatcu, gimnazijo pa v Idriji. Leta 2000 je diplomirala iz angleškega jezika na Filozofski fakulteti v Ljubljani. Že v srednji šoli je svoje pesmi objavila v Idrijskih razgledih. Leta 1997 je njena zgodba Skrinja osvojila prvo nagrado na natečaju za najboljšo študentsko kratko zgodbo. Nagrajena zgodba je bila objavljena v reviji Dialogi, še dve pa v reviji Mladina. Kratka zgodba Gospod Z., viličar, je bila objavljena v okviru natečaja v reviji Mladika. Piše tudi radijske igre in humoreske, ki so bile že večkrat uvrščene v oddajo Humoreska tega tedna na Radiu Slovenija.
Za pravljico Zaspana zebra je leta 2010 prejela tretjo nagrado na natečaju Radia Slovenija za oddajo Lahko noč, otroci, pravljica je bila uvrščena tudi na dvojni CD Lahko noč, otroci (ZKP RTV SLO, 2011). Odkupili in predvajali so tudi njene pravljice Šnufov počitek, Nenavadna kraljevska pravljica, O jokavem jazbecu in Moljeva pravljica za lahko noč, zadnje tri so bile uvrščene na dvojni CD Lahko noč, otroci (ZKP RTV SLO, 2013). Leta 2005 je angleška različica njenega kratkega dramskega dela Vas lahko zapeljem z naslovom Allow me to Seduce You v avtoričinem prevodu doživela bralno uprizoritev v londonskem gledališču The Blue Elephant.
Dela kot napovedovalka na Radiu Slovenija. Z glasbeno skupino Čmrljčki nastopa po šolah in vrtcih s pesmimi in pravljicami za otroke. Od leta 2012 sodeluje z Uredništvom igranega programa Radia Slovenija s kratkimi radijskimi igrami, ki jih posamezno ali v okviru kontaktne nanizanke Pri psihiatru predvajajo na Prvem programu Radia Slovenija in na programu ARS.

## Delo

### Dramatika
- Vas lahko zapeljem?, Pomlad, Skok, Analiza. (štiri igre) Piran : Društvo Knjižni krog, 2011[1]

### Otroške knjige
- Klotildini klobuki, 2009 (COBISS)
- Dišeči dihur, 2009 (COBISS)
- Reginina restavracija, 2010 (COBISS)

### Mladinski romani
- Nad obzorji, Založba Bogataj Idrija, 2021 (COBISS)
- Miha #razvajensmrkavc, Brežice, Založba Primus, 2021 (COBISS)
- Liza: #bolšilajfzavse #delovnizvezek, Brežice, Založba Primus, 2022  (COBISS)
- Psiha mi niha: [zgodbe iz psihoterapevtske ordinacije slovitega doktorja Olafa Dünkelkopfa] Dob, Miš, 2024 (COBISS)

### Notna literatura
- Glistango
- Andantino po klavirskih tipkah, Založba Bogataj Idrija, 2022 (COBISS)

### Objave
- Pesmi, Idrijski razgledi, št. 38, (1994), str. 90 – 91 (COBISS)
- Skrinja, (kratka zgodba, 1. nagrada na natečaju za najboljšo študentsko kratko zgodbo) Dialogi, št 11/12, (1996), str. XIV – XV (COBISS)
- Nova moda, (kratka zgodba) Mladina, št 16, 21., (1998), str. 61 (COBISS)
- Podeželska zgodba, (kratka zgodba) Mladina, št. 23, 8., (1998), str. 53 (COBISS)
- Gospod Z. viličar, (priporočena novela na literarnem natečaju Mladike 2006), Mladika, (2007)(COBISS)

### Prevodi
- Čarobne pravljice, Tržič, Učila International (2006)  (COBISS)
- Dnevnik romanja, Jerome K. Jerome (prevod, avtorica spremnega besedila) Ljubljana, UMco (2007) (COBISS)
- Bizantinska omleta in druge zgodbe, Saki – Hector Hugh Munro (izbor kratkih zgodb, prevod, avtorica spremnega besedila) Ljubljana, UMco (2008) (COBISS)
- Le tako naprej, Jeeves, P. G. Wodehouse (zbirka humornih kratkih zgodb, prevod), Ljubljana, Mladinska knjiga, (2010) (COBISS)
- Hotel Bertram, Agatha Christie, Ljubljana, Mladinska knjiga, (2011) (COBISS)
- Pogodba, Mike Bartlett, (prevod kratke radijske igre Contractions), Radio Slovenija, november 2013
- Molk, Paul Plamper, (prevod kratke radijske igre Tacet - Ruhe 2), Radio Slovenija, november 2014

### Zvočna knjiga
- Nebo davnega poletja,(COBISS)

### Radijske igre
- Pomlad, 2012 (kratka radijska igra) Radio Slovenija
- Grehec, 2012 (kratka radijska igra) Radio Slovenija
- Zapeljivka, 2013 (kratka radijska igra) Radio Slovenija
- PRI PSIHIATRU, april - junij 2014 (niz 12 kratkih radijskih iger) Radio Slovenija
- PRI PSIHIATRU 2., april - junij 2015 (niz 12 kratkih radijskih iger) Radio Slovenija
- PRI PSIHIATRU 3., oktober - december 2017 (niz 12 kratkih radijskih iger) Radio Slovenija
- Hešteg, februar 2021 (kratka radijska igra) Radio Slovenija

## Nagrade
- 1997, prva nagrada na natečaju za najboljšo študentsko kratko zgodbo. Nagrajena zgodba Skrinja je bila objavljena v reviji Dialogi

- 2010, tretja nagrada na natečaju Radia Slovenija za pravljico Zaspana zebra
- 2015, nagrada RTV Slovenija za izjemne dosežke v letu 2014 za serijo kratkih radijskih iger Pri psihiatru